# Ornaatminla
De ornaatminla (Actinodura strigula synoniem: Minla strigula) is een zangvogel uit het geslacht Actinodura (voorheen Minla) in de familie Leiothrichidae.

## Verspreiding en leefgebied
De vogel leeft op het Indisch subcontinent en in Zuidoost-Azië, verspreid over de landen Bhutan, India, Laos, Maleisië, Myanmar, Nepal, Thailand, Tibet en Vietnam. De natuurlijke habitat is subtropisch en tropisch bos.
De soort telt zes ondersoorten:
- A. s. simlaensis: noordelijk India en westelijk Nepal.
- A. s. strigula: de centrale Himalaya.
- A. s. yunnanensis: van noordoostelijk India, zuidwestelijk en zuidelijk China via Myanmar tot noordelijk Indochina.
- A. s. traii: centraal Vietnam.
- A. s. castanicauda: zuidoostelijk Myanmar, westelijk en noordwestelijk Thailand.
- A. s. malayana: Malakka.

## Status
De grootte van de populatie is niet gekwantificeerd maar de soort wordt omschreven als schaars tot algemeen. Op de Rode lijst van de IUCN heeft deze soort de status niet bedreigd.